# Восьме диво світу (фільм, 1981)
«Восьме диво світу» (рос. «Восьмое чудо света») — радянський художній фільм, поставлений у 1981 році режисером Самсоном Самсоновим.

## Сюжет
Героїні фільму — радянські баскетболістки, які беруть участь в міжнародних змаганнях на Кубок Гери. Зворушливі баскетбольні поєдинки, благородство радянської спортсменки, яка врятувала життя грецької баскетболістки, тривоги першого кохання — всі ці та інші події складають сюжет фільму.

## У ролях
- Лія Ахеджакова —  Юля Ермоліна
- Тетяна Кравченко —  Лавружина
- Олена Щолокова —  Шура Мамонова
- Вікторія Алексєєва —  Катя
- Ірина Губанова —  Чернова
- Станіслав Міхін —  Андрій Сергійович Кротов
- Олена Ханга —  іноземна перекладачка
- Леонід Довлатов —  мер міста

## Знімальна група
- Автори сценарію — Володимир Капітановський
- Режисер-постановник — Самсон Самсонов
- Оператори-постановники — Михайло Демуров, Віктор Епштейн-Стрельцин
- Художник-постановник — Олександр Мягков
- Композитор — Євген Дога